# Outer Banks (Fernsehserie)
Outer Banks (kurz OBX) ist eine US-amerikanische Fernsehserie, die nach einer Idee von Josh Pate, Jonas Pate und Shannon Burke für Netflix produziert wird. Die Veröffentlichung der ersten Staffel fand am 15. April 2020 statt, der zweiten Staffel am 30. Juli 2021, der dritten Staffel am 23. Februar 2023. Die 4. Staffel wird zweigeteilt ausgestrahlt. Sie ist seit 10. Oktober 2024 (1–5 von 10 Episoden) zu sehen. Am 7. November 2024 (6–10 von 10 Episoden) folgte die zweite Hälfte.
Im November 2024 wurde die Serie um eine fünfte Staffel verlängert, mit der die Serie enden wird.

## Handlung

### Staffel 1
John B Routledge lebt zusammen mit seinen Freunden Kiara „Kie“ Carrera, Pope Heyward und JJ Maybank in den Outer Banks von North Carolina. Bis auf Kiara kommen sie alle von den ärmeren Gegenden der Inselkette und müssen hart für ihr Geld arbeiten. Deshalb nennen sie sich die Pogues und bilden somit einen Gegensatz zu den reicheren Kooks. Zu denen gehört Topper mit seiner Freundin Sarah Cameron und ihrem Bruder Rafe. John B arbeitet für Sarahs Vater Ward.
Nach einem Hurrikan stoßen die Freunde auf ein gesunkenes Schiff. Nach einem Tauchgang zu dem Wrack entdecken sie einen alten Kompass, den John B als den seines Vaters identifiziert. John Bs Vater, Big John, verschwand unter mysteriösen Umständen, als dieser nach dem untergegangenen Schiff „Royal Merchant“ suchte. Die Freunde begreifen schnell, dass noch andere Leute hinter dem Wrack und vor allem dem Kompass her sind. In den alten Unterlagen von Big John finden sie weitere Hinweise, die sie auf den Familienstammbaum der Familie Redfield führt. Als sie erneut von den mysteriösen Männern verfolgt werden, händigt John B Sheriff Peterkin den Kompass aus. Die Jugendlichen begeben sich zum Familiengrab der Redfields, um dort nach Antworten zu suchen. In dem Familiengrab finden die Freunde einen Umschlag, der für John B von seinem Vater hinterlegt worden ist. Darin enthalten sind die Koordinaten der „Royal Merchant“, an deren Bord sich Gold im Wert von 400 Millionen US-Dollar befinden soll. Mit Hilfe einer Unterwasserdrohne finden sie unter den Koordinaten zwar das Schiff, aber nicht das Gold.
John B wird von Sheriff Peterkin wegen seiner Vormundschaft verhaftet. John B gelingt die Flucht, wird jedoch verletzt und von Sarah gerettet. Diese bringt ihn auf das Cameron-Anwesen. Er entdeckt an der Wand ein Gemälde, das Denmark Tanney zeigt. Der Name kommt ihm bekannt vor, denn dieser stand auf der Passagierliste der „Royal Merchant“, doch es gab angeblich keine Überlebenden. Zudem berichtet Sarah ihm, dass der Aufbau der Siedlung von Tanney mit Gold bezahlt wurde. Da die Camerons Tanneys Hinterlassenschaft der UNC-Universität übergeben haben, machen sie sich zusammen auf den Weg aufs Festland. Dort finden sie in der Bibliothek der Universität eine Nachricht von Tanney an seine Söhne, die ein Hinweis auf das Gold sein könnte. John B und Sarah Küssen sich darauf und kommen sich näher.
Währenddessen haben Pope und JJ mit Rafe und Topper Probleme, da diese die Pogues verprügeln. Bei einem Festival kommt es erneut zu Anfeindungen der Gruppe. Vor allem Rafe, der Sohn der Camerons, hat mit psychischen Problemen zu kämpfen, da er den Anforderungen seines Vaters Ward nicht gerecht wird. Ablenkung findet er in Drogen, die er von seinem Kumpel Barry erhält. Topper will seine Beziehung zu Sarah vertiefen, aber merkt, dass sie sich von ihm distanziert. Nachdem sich Sarah und Topper getrennt haben und Topper den wahren Grund dafür erfährt, will er sich an den Pogues rächen.
Wenig später werden zwei Leichen gefunden, die als die Männer identifiziert werden können, die John B und seine Freunde wegen des Kompasses gejagt haben. John B kann die Nachricht von Tanney entschlüsseln. Diese gibt Hinweis darauf, dass das Gold auf dem Land vergraben sein könnte. Sarah hat Zugang zu den Plänen des riesigen Anwesens und will sie John B besorgen. Dabei wird sie von Topper beobachtet. Es kommt zu einer Auseinandersetzung zwischen ihm und John B, bei dem letzterer verletzt wird. Im Krankenhaus erfährt John B, dass Ward ihn, auf Bitten von Sarah, bei sich aufnehmen will. Er ahnt aber nicht, dass Sarahs Vater von Peterkin den Kompass erhalten hat und ebenfalls hinter dem Gold her ist. John B und Sarah finden zusammen heraus, wo die Landparzelle liegt, die in dem Brief beschrieben wurde. Dort können die Freunde, zu denen nun auch Sarah gehört, die Goldbarren finden. Außerdem macht John B seine Beziehung zu Sarah öffentlich, sehr zum Missfall von Kiara. Diese hat eine gemeinsame Vergangenheit mit Sarah und ist von ihr schwer enttäuscht. Durch einen Trick von John B und JJ versöhnen sich die zwei Mädchen. Topper währenddessen hetzt Ward auf John B, der ihn von seinem Anwesen wirft. Außerdem hat er auch mit Rafe zu kämpfen. Dieser schuldet seinem Drogenlieferanten Barry nach wie vor Geld und will es seinem Vater stehlen. Ward erwischt ihn jedoch, zahlt Barry aus und schmeißt anschließend seinen Sohn ebenfalls aus dem Haus, da er sein Vertrauen zu oft missbraucht hat.
Die Freunde, die einen Goldbarren mitgenommen hatten, wollen diesen schätzen lassen. Im Goldankauf ahnen sie nicht, dass es Barrys Laden ist. Dieser bekommt dies mit und überfällt die Freunde auf dem Weg zu einem angeblichen Lagerhaus. Sie können sich wehren und fliehen. Aus lauter Wut stellt Barry Rafe und Topper zur Rede und stößt wütende Drohungen aus. Rafe konfrontiert daraufhin John B und Sarah, die sich jedoch ahnungslos geben. Die Freunde beschließen das Gold schnellstmöglich zu bergen, jedoch durchkreuzt Ward die Pläne. Er nimmt John B zu einer Angeltour mit. Dabei verrät er sich versehentlich und John B begreift, dass Ward die ganze Zeit von dem Gold wusste. Ward will daraufhin John B töten, der in letzter Sekunde mit einem Jetski fliehen kann. John B macht sich auf die Suche nach der Ehefrau von jenem Mann, dessen Wrack sie gefunden hatten. Ihm wird bewusst, dass dieser die ganze Wahrheit kennt. So erfährt er, dass sein Vater das Gold gefunden hatte und mit Ward einen Deal ausgehandelt hat. Ward wurde aber gierig und in einem Streit kam es zu einer Rangelei, bei der sich Big John schwer verletzt hat. Ward hat ihn schließlich vom Boot geworfen, doch er ist ans Ufer geschwemmt worden und hat dort in den Kompass eine Nachricht für seinen Sohn geritzt. Dieser Kompass wurde gefunden und landete auf dem Schiff, welches beim Hurrikan gekentert ist.
John B erzählt Sarah die ganze Geschichte. Diese will nicht glauben, dass ihr Vater ein Mörder und Dieb ist. John B und seine Freunde machen sich auf den Weg zur Bergung der Goldbarren, müssen jedoch feststellen, dass Ward diese bereits geborgen hat. Pope bekommt zufällig mit, dass Ward mit einem Flugzeug das Land kurzfristig verlassen will. Ihm wird sofort bewusst, dass im Flugzeug auch das Gold sein muss. Er macht sich mit den Freunden auf den Weg dorthin. Währenddessen stellt Sarah ihren Vater zur Rede. Dieser entführt sie. Auf dem Flugfeld will John B Sarah retten, aber auch Sheriff Peterkin taucht auf, da diese die Wahrheit über Ward erfahren hat. Gerade als sie Ward verhaften will, wird sie von Rafe erschossen. Ward schiebt den Mord an Sheriff Peterkin John B unter, der daraufhin auf der Flucht ist. Das Flugzeug hebt Richtung Bahamas ohne Sarah und Ward ab.
Sarah, die die Wahrheit über den Mord an Sheriff Peterkin kennt, wird von Ward und Rafe unter Druck gesetzt und öffentlich als bipolar und ihrem Freund treu ergeben dargestellt. Sie taucht mit John B unter, während die anderen ein Boot zur Flucht vorbereiten. Dabei werden sie von Rafe und Barry überrascht. Es kommt dabei zu einer Auseinandersetzung durch die Barry die Wahrheit über die Tötung von Peterkin erfährt. Somit hat er Rafe in der Hand und kann ihn erpressen. John B und Sarah fliehen mit dem Boot auf das offene Meer, als ein heftiger Sturm aufzieht. Das Boot kentert und Sarah und John B werden von einem Frachtschiff gerettet. Dieses nimmt Kurs auf die Bahamas, wo Ward das Gold untergebracht hat.

### Staffel 2
Kiara, Pope und JJ müssen nach wie vor davon ausgehen, dass ihre Freunde John B und Sarah auf See verunglückt sind. Auf John B ist noch immer eine Belohnung ausgesetzt, da er weiterhin als der Mörder von Sheriff Peterkin gilt. Ward und Rafe sind immer noch dabei, die Spuren ihrer Tat zu verwischen, da Deputy Shoupe weiterhin den Mörder von Peterkin sucht. John B und Sarah sind auf dem Frachter von Terrance und Cleo. Diese erfahren von der Belohnung und wollen John B an die Polizei ausliefern. Die jedoch können fliehen und tauchen in einem Hotel unter. Dort klaut John B ein Handy, um seine Freunde in den Outer Banks wissen zu lassen, dass sie leben. Durch diese Info wollen Kiara, JJ und Pope John Bs Name reinwaschen. Sie kommen auf die Idee den Piloten des Flugzeuges, Gavin, unter Druck zu setzen. Dies gelingt den Freunden auch, da dieser Ward anruft und ihn um mehr Geld erpresst. Er hat als Vorsichtsmaßnahme die Mordwaffe von Rafe an sich genommen. Ward trifft sich mit Gavin und ermordet ihn. Die Freunde müssen dies mitansehen. Dabei wird jedoch die Mordwaffe in die Kanalisation gespült. Ward beauftragt Rafe die Waffe zurückzuholen. Auch die Freunde haben die Idee, finden die Waffe und händigen diese an Deputy Shoupe aus.
Zur selben Zeit sind John B und Sarah nach wie vor auf der Flucht. Sie können das Gold auf dem Anwesen der Camerons auf den Bahamas finden. Jedoch werden sie von Terrance und Cleo überrascht. Sie handeln einen Deal aus und wollen das Gold aus dem Tresor stehlen, zu dem Sarah die Kombination kennt. Jedoch werden sie vom dortigen Sicherheitspersonal überrascht. Zur selben Zeit reisen Ward und Rafe auf die Insel um das Gold außer Landes zu schaffen. John B, Sarah, Terrance und Cleo arbeiten einen neuen Plan aus und wollen das Gold beim Transport entwenden. Dafür sollen Terrance und Cleo Ward und Rafe ablenken, wobei Sarah und John B den Transporter stehlen. Der Plan scheitert, da Ward und Rafe auf die beiden aufmerksam werden und dadurch nun wissen, dass diese noch leben. Rafe gelangt an eine Waffe und schießt auf Sarah. John B kann mit ihr gerade noch mit dem Goldtransporter fliehen, aber sie müssen erkennen, dass Sarah angeschossen wurde. Während Sarah um ihr Leben kämpft und von einem mysteriösen Arzt in dessen Haus operiert wird, wollen Terrance und Cleo das Gold verladen. Sie werden jedoch von Wards Männern aufgehalten, der somit wieder an das Gold kommt. Nachdem Sarah gerettet ist, kann sie zusammen mit John B und der Hilfe von Cleo von den Bahamas in einem Boot fliehen. Während der Fahrt heiraten John B und Sarah alleine und inoffiziell.
Währenddessen erhält Pope eine Nachricht von der mysteriösen und schwerkranken Carla Limbrey, die behauptet, sie könne die Unschuld von John B beweisen. Zusammen mit seinen Freunden Kiara und JJ macht er sich auf den Weg zu Limbrey nach Charleston. Carla spielt Pope ein Tonband vor, auf dem Rafe belastet wird. Sie will dieses aber nicht ohne Gegenleistung weitergeben, denn sie hat schon mit Ward zusammengearbeitet und wurde von ihm ausgetrickst. Konkret fordert sie einen Schlüssel ein, aber Pope weiß nicht, wovon sie redet. Sie führt ihn zum Grab des ehemaligen Sklaven Denmark Tanney, der nicht wegen Aufständen getötet wurde, sondern weil er die Überreste seiner toten Frau bergen wollte. Carla und ihre Rechte Hand Renfield glauben Pope nicht, dass er den Schlüssel nicht hat. Als Pope gehen will, hindert Renfield ihn daran. Ihm gelingt es jedoch, den beiden zu entkommen und er flieht mit seinen Freunden aus Charleston. Dabei treffen sie auf John B und Sarah, die ebenfalls in Charleston gelandet sind. Zusammen flüchten sie mit einem Boot zurück zu den Outer Banks. Dort werden sie von Rafes Freund Kelce gesehen, der diesen sofort informiert. Da Rafe Angst hat, dass Sarah ihn an die Polizei ausliefert, besorgt er sich eine Waffe bei Barry. Zusammen mit diesem macht er sich auf den Weg zum Haus von John B. Die Freunde können sich im letzten Moment verstecken. Sarah beschließt ihren Vater zur Vernunft zu bringen. Ward will sich aber nicht für ein Kind entscheiden, denn er glaubt, dass die ganze Familie wieder glücklich werden kann. Sarah wendet sich von ihm ab, aber Ward informiert die Polizei. Die Freunde werden von der Polizei umstellt und John B stellt sich.
Pope kommt Kiara näher und die beiden schlafen miteinander. Kiara möchte jedoch die Freundschaft nicht gefährden und deshalb bleibt es in ihren Augen beim einmaligen Ausrutscher, obwohl beide mehr empfinden. Nachdem Popes Vater von Renfield angegriffen wird, spricht Pope seinen Vater auf den Schlüssel an, der seinen Sohn erstmals bei diesem Vorhaben unterstützt. Dadurch erfährt er, dass seine Großmutter immer einen Schlüssel um den Hals trug. Pope sucht in ihrer verlassenen Wohnung nach dem Schlüssel und entdeckt diesen unter Platten an der Decke. Der Schlüssel enthält auch eine geheime Botschaft. Währenddessen wird John B der Richterin vorgeführt und soll wegen Mordes zum Tode verurteilt werden. Ward besticht einen Wärter im Gefängnis, der dafür sorgen soll, dass John B getötet wird und dies wie Selbstmord aussehen soll. Zur selben Zeit will JJ John B aus dem Gefängnis holen. Sein Plan läuft nicht wie gewünscht, da John B von einem Gefängnisinsassen angegriffen wird. Deputy Shoupe erkennt, dass John B angegriffen wurde und erhält außerdem die Ergebnisse der Waffenanalyse. Diese besagen, dass die Waffe Ward gehört und Fingerabdrücke von Rafe darauf sind. John B wird freigelassen.
Pope besucht seine Urgroßmutter, die ihm erzählt, dass sie Nachfahren von Denmark Tenney sind. Der Spruch auf dem Schlüssel weist zu einem riesigen Kreuz aus Gold und Diamanten, und als sie planen, dieses zu finden, tauchen plötzlich Carla und Renfield auf, die den Schlüssel im Austausch für die Aufnahme haben wollen. JJ hat einen falschen Schlüssel dabei, den sie Carla geben. Nun haben die Freunde die Tonbandaufnahme und geben diese Deputy Shoupe. Rafe bekommt durch Zufall mit, dass Sarah Kontakt zu ihrer Schwester Wheezie aufgenommen hat. Er sucht Sarah auf und will sie töten. Rafe wird jedoch von Topper aufgehalten und niedergeschlagen. Topper bringt Sarah in Sicherheit. John B ist überglücklich, Sarah wieder zu sehen, jedoch nicht begeistert, dass er nun in Toppers Schuld steht. Deputy Shoupe hat derweil einen Haftbefehl auf Ward und Rafe ausgestellt. Ward lässt sich mit Hilfe seiner Frau Rose aus dem Haus schmuggeln, um seinen Sohn Rafe bei Barry aufzusuchen. Die beiden werden jedoch von Barry verraten. Rafe wird verhaftet, während Ward sich auf sein Boot rettet. Bevor sein Schiff explodiert, gesteht er vor Sarah, John B, Deputy Shoupe und den anderen den Mord an Sheriff Peterkin. Sarah ist zutiefst betroffen vom Tod ihres Vaters, während John B nur einen kalten Blick übrig hat. Dadurch kommt es zu Spannungen zwischen den beiden und sie trennen sich. Sarah kommt erstmal bei Topper unter.
Rafe muss derweil feststellen, dass Rose verzweifelt nach Hinweisen sucht, wo das Gold sein könnte, denn Ward hat keine konkreten Infos hinterlassen. Als Rafe erfährt, dass das Unternehmen hochverschuldet ist, macht er sich zusammen mit Rose auf die Suche nach dem Gold. Pope und seine Freunde bekommen ein Tagebuch von Denmark Tanney überreicht. Darin erhalten sie die Info, dass das Kreuz wie das Gold zur Fracht der Royal Merchant gehörte. Doch da das Kreuz so groß war, konnte es nicht an derselben Stelle untergebracht werden wie das Gold. Als einzigen Hinweis haben sie das Wort Inselzimmer, das ihnen aber nichts sagt. Als Renfield wieder auftaucht, da der Schwindel mit dem Schlüssel aufgeflogen ist, übergibt Pope den Originalschlüssel. Zur selben Zeit erhält Rafe Besuch von Carla, die das Inselzimmer auf dem Cameron-Anwesen vermutet. Als Sarah am nächsten Tag ihre Schwester besuchen will, entdeckt sie ebenfalls das Inselzimmer. Sie geht sofort zu ihren Freunden und weiht diese ein. Dadurch kommen sich John B und Sarah wieder näher und kommen schlussendlich zusammen.
Die Freunde können das Rätsel um das Inselzimmer lösen und finden letzten Endes das Kreuz in einer Kirche. Durch einen medizinischen Notfall bei Pope müssen sie die Kirche abrupt und ohne das Kreuz verlassen. Als sie zurückkehren, müssen sie erkennen, dass Renfield und Rafe das Kreuz geborgen haben. Renfield bringt das Kreuz Carla, die sich als seine Halbschwester herausstellt. Diese will unbedingt das Kreuz, da dieses das Grabtuch von Jesus beinhaltet, welches heilende Kräfte besitzen soll. Dadurch erhofft sie sich von ihrer tödlichen Krankheit geheilt zu werden. Als Carla ein kleines Fach im Kreuz öffnet, befindet sich nichts darin. Sie wird deswegen von Renfield ausgelacht. Aus lauter Wut erschießt sie ihren Halbbruder. Sie will nun gemeinsame Sache mit Rafe machen, aber der haut mit dem Kreuz ab und lässt die schwache Carla zurück.
Sarah, die heimlich auf dem Anwesen ihrer Familie eingestiegen ist, wird von Rose betäubt und verschleppt. Rafe bringt das Kreuz zu einem Frachtschiff und trifft sich dort mit Rose und Wheezie, die auf eine Reise gehen. Sarah befindet sich an Bord, als sie ihren tot geglaubten Vater Ward wiedertrifft. Dieser erzählt ihr, dass er alles geplant hat und seinen Tod nur vorgetäuscht hat. John B, Kiara, Pope und JJ gelangen ebenfalls heimlich auf das Frachtschiff und treffen dabei auf Cleo, die auf dem Frachter arbeitet. Zusammen mit ihr gelingt es ihnen die Besatzung auszutricksen und das Kreuz an sich zu bringen. Als es jedoch zu einer Auseinandersetzung zwischen John B und Ward kommt, werden die Pläne der Freunde durchkreuzt und sie müssen schweren Herzens das Gold und das Kreuz zurücklassen. John B, Sarah, JJ, Kiara, Pope und Cleo können in letzter Minute von Bord fliehen und stranden auf einer einsamen Insel. Dort wollen sie ein neues Leben beginnen, während sie in ihrer Heimat als vermisst gelten. Carla besucht auf Barbados einen Mann, der sich als John Bs Vater, Big John, herausstellt und noch am Leben ist. Dieser weiß, wo das Grabtuch ist und will im Gegenzug, dass Carla seinem Sohn hilft.

### Staffel 3
Die Pogues sitzen immer noch auf der Insel fest. John B, Sarah, JJ, Kiara, Pope und Cleo genießen dabei die Zeit. Als ein Flugzeug auftaucht und die Freunde rettet, sind sie zunächst froh. Jedoch vermutet Sarah, dass der Pilot für ihren Vater Ward arbeitet. Als es zu einer Auseinandersetzung an Bord kommt, stürzt das Flugzeug im Hafen von Barbados ab. Die Freunde können sich retten, jedoch bleibt Kiara zurück, da sie dem Piloten aus dem Wrack hilft. Sie wird dabei von Söldnern gefangen genommen und zu Carlos Singh gebracht, der ein intelligenter, raffinierter und skrupelloser Schatzsucher ist. Zur selben Zeit versucht Rafe, der mit seinem Vater, Rose und Wheezie auf Guadeloupe ist, das Kreuz zu verkaufen. Dazu wird er von Carlos auf sein Anwesen auf Barbados eingeladen. Dort muss Rafe erkennen, dass Carlos nicht am Kreuz interessiert ist, sondern einen viel größeren Schatz sucht. Er trifft dort auch auf Kiara und die beiden erfahren, dass Carlos auf der Suche nach dem Tagebuch von Denmark Tanney ist, da dieses Hinweise zu El Dorado enthält. Kiara behauptet, nicht zu wissen, wo das Tagebuch ist. Dies glaubt ihr Carlos nicht und droht damit, ihre Freunde zu töten. Um seine Macht zu demonstrieren, erschießt er vor Kiaras und Rafes Augen den Piloten, der in seinem Auftrag gehandelt hat. John B, Sarah, JJ, Pope und Cleo versuchen währenddessen Kiara aus den Händen von Carlos zu befreien. Ein Stürmen seines Anwesens scheitert und sie müssen sich einen neuen Plan überlegen. In einer alten Hotelanlage wollen sie einen Gefangenenaustausch durchführen, aber sie werden von Carlos Söldnertruppe aufgespürt und in die Flucht geschlagen. Parallel können Kiara und Rafe ihre Bewacher überrumpeln und flüchten. Da Rafe ein Boot besitzt, wollen sie mit diesem von der Insel fliehen. Kiara misstraut Rafe weiterhin, hintergeht ihn und stiehlt ihm das Boot. Sie nimmt mit ihren Freunden Kontakt auf und sie treffen sich am Hafen zur gemeinsamen Flucht.
Big John und Carla, die ein Deal miteinander haben, suchen ebenfalls nach John B. Sollte es Carla gelingen, Big John und John B wieder zusammenzuführen, erhält sie das Grabtuch. Sie ahnt nicht, dass Big John dieses gar nicht besitzt. Mit Hilfe eines Glockenspiels will Big John seinen Sohn auf sich aufmerksam machen. Dies gelingt ihm auch, da John B das Spiel erkennt. Als er diesem nachgeht, lässt er seine Freunde am Hafen zurück. Er trifft Big John und Vater und Sohn sind wieder vereint. Die anderen müssen fluchtartig die Insel verlassen, als eine Gruppe von Söldnern den Hafen stürmt. Sie müssen John B zurücklassen. Über ein Handy können sie mit ihm Kontakt aufnehmen und verabreden, sich auf den Outer Banks wieder zu treffen. John B erfährt währenddessen von seinem Vater, dass er damals auf der Insel von Carlos’ Söldnern gefunden wurde und zu ihm gebracht wurde. Dieser erzählte ihm von El Dorado und Big John sollte ihm bei den Recherchen helfen. Big John hat Carlos hintergangen und ein wichtiges Artefakt, welches den ersten Teil des Weges zu El Dorado zeigt, mitgehen lassen. Hinweise zum ergänzenden Weg sollen im Tagebuch von Denmark Tanney zu finden sein. Big John und John B kommen ebenfalls auf Outer Banks an und treffen auf die anderen.
John B und sein Vater machen sich auf die Suche nach dem Tagebuch, welches in John Bs Auto zu finden ist. Big John vertraut Sarah nicht, weswegen John B seinen Freunden nichts von der gemeinsamen Aktion erzählen soll. Auch Carlos Männer sind hinter dem Tagebuch her. Um an dieses zu gelangen, erschießt Big John die Männer. John B ist über seinen Vater und dessen Verhalten entsetzt. Sie entdecken tatsächlich einen Hinweis zum nächsten Artefakt und können dieses in einem Museum finden. Carla hat sie unterdessen ebenfalls aufgespürt. Big John übergibt ihr ein normales Tuch und behauptet, dass es das Grabtuch sei. Carla ist so sehr davon überzeugt, dass sie tatsächlich wieder richtig laufen kann. Währenddessen kommen Sarah und die anderen dem Kreuz wieder näher. Rafe ist ebenfalls in Kildare zurück und muss erfahren, dass sein Vater das Kreuz verschenken will und dafür dessen Hilfe benötigt. Durch Zufall hört Sarah das Gespräch mit und erfährt dadurch, dass das Kreuz am nächsten Abend vom Bahnhof versendet werden soll. Zusammen mit den andern und der Hilfe von Topper, dessen Fahrzeug sie benötigen, wollen sie das Kreuz stehlen. Dies gelingt ihnen auch, aber sie müssen nach einer Verfolgungsjagd mit der Polizei erkennen, dass sie gar nicht das Kreuz erwischt haben. Rafe, der von dem Verhalten seines Vaters entsetzt ist, hat zusammen mit Barry das Kreuz bereits zuvor gestohlen und schmilzt es ein. Das gewonnene Gold verkaufen die beiden auf dem Schwarzmarkt. Nachdem Ward vom Diebstahl des Kreuzes erfährt, kehrt er ebenfalls nach Kildare zurück, um seinen Sohn zu entmachten. Barry macht Rafe klar, dass Ward ihre Pläne durchkreuzen kann und er der einzige ist, der die Wahrheit über den Tod von Sheriff Peterkin kennt. Rafe beschließt seinen Vater zu töten. Kurz bevor das Attentat vollbracht werden soll, entscheidet er sich um.
Sarah und die andern sind über John Bs Verhalten irritiert und ahnen, dass er ihnen etwas verschweigt. John B und sein Vater machen sich auf die Suche nach einer alten Freundin von Big John, die eine geheime Grabstätte bei einer Expedition entdeckt hat. Big John glaubt, dass es sich dabei um El Dorado handelt. Leider ist die Freundin vor wenigen Tagen gestorben. Auch die andern Teammitglieder kamen bis auf zwei ums Leben. Als die beiden den einen besuchen, werden sie von Carlos’ Männern aufgespürt. Big John wird als Geisel genommen und nach Südamerika gebracht, während John B getötet werden soll. Er kann fliehen und offenbart sich JJ. Zusammen machen sie sich auf die Suche nach dem letzten Überlebenden und erfahren von ihm, wo die Grabstätte liegt. Auch hier werden sie von den Söldnern gejagt. Als John B Sarah die Wahrheit erzählt, kommt es zum Streit. Sarah trifft sich daraufhin mit Topper, kommt ihm wieder näher und die beiden küssen sich. Als John B davon erfährt, kommt es zu einer Prügelei zwischen ihm und Topper. Dieser zeigt John B an, der daraufhin verhaftet wird. Sarah ist zwischen John B und Topper hin- und hergerissen. Sie bittet ihren Exfreund die Anzeige zurückzuziehen und dafür verspricht sie, gemeinsam mit ihm, auf den Outer Banks zu bleiben. John B wird freigelassen und Sarah erkennt, dass sie nur ihn liebt. Topper erfährt von Sarahs Verrat und versucht aus lauter Wut und Enttäuschung die Freunde mit einem Feuer zu töten. Jedoch können sich die Freunde in letzter Sekunde aus dem brennenden Haus retten.
Big John soll im Auftrag von Carlos das Artefakt entschlüsseln, jedoch wurde die Sprache zuvor noch nie entschlüsselt. Schafft er es nicht, wird er von Carlos getötet. Pope findet in alten Familienbüchern einen Brief von Denmark Tanney an seine Tochter, in dem er auch über El Dorado schreibt. Außerdem ist dem Schreiben eine Entschlüsselungskarte für die Hieroglyphen des Artefaktes beigelegt. Sarah trifft sich mit ihrem Vater und bat ihn um Hilfe bei der Flucht nach Südamerika, um Big John zu retten. Dieser stellt den Freunden seinen Privatjet zur Verfügung. Zwischen Kiara und JJ sowie Pope und Cleo entwickelt sich eine Beziehung. JJ wird jedoch von Kiaras Familie nicht akzeptiert. Um Kiara wieder auf die richtige Spur zu bekommen, wird sie von ihren Eltern in ein Umerziehungslager geschickt. JJ kann sie befreien und sie können zusammen mit ihren Freunden nach Südamerika fliegen. Ungewollt kommt Ward dabei mit.
In Venezuela kann John B seinen Vater finden und ihn befreien. Sie werden dabei von Carlos Männern verfolgt und müssen mit Sarah und Ward über den Orinoco flüchten. An dieser Wasserführung soll die geheime Grabstätte sein, die den Weg zu El Dorado offenbart. Big John misstraut weiterhin Sarah und Ward und warnt John B. Dieser glaubt jedoch an die Loyalität seiner Frau und nimmt sie zur Expedition mit. Ward bleibt wegen einer Verletzung am Ufer zurück. Die drei ahnen nicht, dass Ward einen Deal mit Carlos geschlossen hat und ihn über den aktuellen Standort informierte. JJ, Kiara, Pope und Cleo entdecken Carlos und seine Söldner ebenfalls und ahnen, dass dieser John B und den andern auf der Spur ist und verfolgen ihn. Währenddessen kommen John B, Sarah und Big John an der Grabstätte, dem Gnomons, an. Mit Hilfe des Artefaktes und der Entschlüsselungskarte können sie den Weg entschlüsseln. Sie werden jedoch von Carlos, Ward und den Männern umzingelt. Sarah ist erneut von ihrem Vater enttäuscht und erlangt somit das Vertrauen von Big John. Dieser wird bei einer Schießerei angeschossen. Die drei können vor den Männern fliehen. John B und Sarah finden El Dorado als Carlos auftaucht. Um seinen Sohn zu schützen, jagt Big John die Höhle, die der Eingang zur goldenen Stadt ist, in die Luft. Carlos versucht noch die Bombe zu stoppen, wird jedoch mit der Höhle in die Luft gejagt. John B, Big John und Sarah glauben nun in Sicherheit zu sein, als Ward auftaucht und Big John töten will. Sarah kann ihn davon abhalten als Ryan, ein Söldner von Carlos, versucht sie zu töten. Ward wirft sich vor seine Tochter und stürzt mit Ryan die Klippen hinunter. Mittlerweile sind die anderen auch angekommen und sie müssen zusammen miterleben, wie Big John seinen Verletzungen erliegt und in den Armen seines Sohnes stirbt.
18 Monate später werden die Freunde in Kildare für ihre Entdeckungen geehrt. John B, Sarah und die andern führen mittlerweile ein normales Leben. Kiara rettet Schildkröten, Pope geht weiterhin zur Schule, während JJ sich ein Boot kaufte und John B und Sarah einen Surfshop betreiben. Auf der Feier werden die sechs von einem Mann angesprochen, der ihnen ein Jobangebot unterbreitet. Sie sollen mit Hilfe eines Tagebuches von Kapitän Edward Teach, besser bekannt unter seinem Piratennamen „Blackbeard“, dessen Schiff und somit Schatz finden.

### Staffel 4
In Rückblenden wird gezeigt, was in den 18 Monaten vor ihrer Ehrung der Entdeckung von El Dorado passiert ist: Die Freunde nehmen das Geld aus dem Gold und kauften JJs Land von der Bank zurück. Sie bauten es um und machten einen Angelstand auf. Ihren letzten Goldklumpen wollten sie für die Grundsteuer sparen, jedoch verwettet es JJ bei einem Dirt-Bike-Rennen. Die Freunde haben nur eine Woche Zeit die Grundsteuer von 13.000 Dollar zu zahlen. Da erfahren sie, dass sie eine Ehrung erhalten sollen. Dort treffen sie auf Wes Genrette, der ihnen die Geschichte von Kapitän Blackbeard erzählt. Da sie Geld brauchen, macht sich die Gruppe auf die Suche nach Blackbeards Schatz. 
Zunächst müssen sie ein Amulett von Blackbeards letztem Schiff, der Adventure, bergen. Bei dem Tauchgang treffen JJ und Kiara auf eine weitere Person und es kommt zu einem Kampf. Sie können sich mit dem Amulett an die Oberfläche retten, müssen jedoch aufgrund der Taucherkrankheit ins Krankenhaus. Dort treffen sie auf die Person, Lightner, erneut und können fliehen. Die Freunde forschen nach und kommen dahinter, dass die Person für Dalia, die Anführerin der Lupine-Korsaren, arbeitet und ebenfalls hinter dem Schatz von Blackbeard her ist. Der Schatz soll auch aus der „blaue Krone“ bestehen, die seit Jahrhunderten verschwunden ist und anscheinend Wünsche erfüllen kann. Als sie Wes darüber informieren wollen, erfahren sie, dass dieser ermordet wurde. Die Freunde geraten dadurch erneut unter potenziellen Mordverdacht. 
Lightner gelingt es zusammen mit Capitain Terrance Cleo in seine Gewalt zu bekommen. Bei einer Auseinandersetzung mit den anderen erschießt Lightner Terrance und kommt an das Amulett. Die Freunde lassen die Leiche verschwinden. Pope hat Nachforschungen über das Amulett angestellt und findet ein Hinweis zu der Half-Moon Battery in Charleston. Dort machen sich die Freunde in einer Kirche auf die Suche. Auch Lightner und Dalia sind und benutzen das Amulett, um über ein falsches Grab in die Krypta zu gelangen. Dort finden sie eine Karte zur Blauen Krone. John B und die anderen können sie nicht aufhalten und kehren nach Outer Banks zurück.
Rafe währenddessen hat immer noch mit dem Tod von seinem Vater zu kämpfen. Er führt eine Beziehung mit Sofia, steht jedoch nicht öffentlich zu ihr. Als diese es merkt, nimmt sie ein Angebot von der Immobilienmaklerin Hollis Robinson an und überredet Rafe zu einem Deal mit dieser. Der Deal entpuppt sich als Falle, da Holli mit Groff zusammenarbeitet, um an das Land von JJ zu kommen. 
Währenddessen findet JJ einen an ihn adressierten Brief, der ihn zu seinem Vater Luk führt. Dieser offenbart ihm, dass nicht er JJs biologischer Vater, sondern Chandler Groff, Wes Genrette's Schwiegersohn. JJ will dies zunächst nicht glauben und akzeptieren. Als ihm sein Land bei einer Vollstreckung durch eine Intrige von Tooper genommen wird, rastet er aus und flieht. Er konfrontiert Groff mit seinem Wissen. Dieser versucht zunächst alles abzustreiten, gesteht dann jedoch die Wahrheit. Die beiden werden von Dali und ihren Männern gefangen genommen, um weiterer Infos über die Krone zu erhalten. Groff war Mitglied bei Dalias Truppe, stahl ihnen jedoch das Logbuch. JJ wird von John B und den Anderen gerettet, während Groff kurzzeitig untertaucht. Die Freunde erkennen, dass sie die Karte ohne eine Linse nicht lesen können. Diese befindet sich in dem Grab von JJs Mutter. Zusammen mit Groff macht er sich dorthin auf und finden die Linse. Durch einen Trick gelingt es Groff JJ in der Gruft einzusperren. Er sucht Kie auf und will die Karte stehlen, dafür riskiert er auch den beinah Tod von Kie. Er möchte alleinig an die blaue Krone herankommen. Er kehrt zu JJ zurück und zusammen machen sie sich zu Hollis auf den Weg. Groff bringt diese um, da diese hinter dessen wahrer Plan gekommen ist. Er schiebt den Mord seinem Sohn unter. Sie können die Karte mit der Linse lesen und wissen, dass die Spur nach Marokko führt. Auf der gemeinsamen Flucht erkennt JJ, dass sein Vater ihn hintergangen hat und in Wahrheit seine Mutter getötet hat. Es kommt zu einem Streit, bei dem JJ ins Wasser stürzt. Er kann von den anderen gerettet werden, aber sie müssen gemeinsam fliehen, da Groff die Polizei informiert hat.
Sarah ist von John B schwanger. Gemeinsam freuen sie sich auf das Kind und wollen heiraten, jedoch lassen die gegebenen umstände dies nicht zu. Zusammen mit den Anderen machen sie sich auf den Weg nach Marokko. Auch Rafe schließt sich an, da er sich an Groff rächen will, weil er weiß, dass er von ihm über den Tisch gezogen wurde. In Marokko findet die Gruppe die Söldner von Dalia. Rafe wird von der Gruppe getrennt und findet Groff, der von Dalias Männer gefoltert wird. Er kann mit ihm fliehen und konfrontiert ihn mit seinem Wissen. Bei dem Streit stößt Rafe Groff in einen Brunnen und flieht mit der Karte. JJ findet seinen Vater, hilft ihm jedoch nicht. John B, Sarah und die anderen treffen wieder auf Rafe und zusammen machen sie sich auf die Suche, gefolgt von Dalias Söldner. Da ein Sandsturm aufzieht, bringt John B Sarah in Sicherheit, während JJ die blaue Krone holen soll und die Anderen die Söldner ablenken. JJ kann die Krone finden und flieht mit Kie in die Gassen der Stadt, um sich vor dem Sturm zu schützen. Dort taucht Groff auf, der es aus dem Brunnen geklettert ist, und nimmt Kie als Geisel. Er will die blaue Krone, die JJ ihm auch gibt. Aus Rache, dass sein Sohn ihm nicht geholfen hat, ersticht Groff ihn und flieht. JJ stirbt in den Armen von Kie, während John B, Pope, Sarah, Cleo und Rafe dazustoßen. Gemeinsam begraben sie schweren Herzens ihren Freund. Dank eines Hinweises von Rafe, wissen sie, dass Groff nach Lissabon will und schwören Rache.

## Besetzung und Synchronisation
Die deutsche Synchronisation wird von der Synchronfirma Christa Kistner Synchronproduktion GmbH in Berlin erstellt. Verantwortlich für die Dialogregie ist Thomas Nero Wolff und für das Dialogbuch Alexej Ashkenazy.

### Hauptdarsteller
| Rollenname          | Schauspieler    | Hauptrolle | Nebenrolle      | Synchronsprecher                                        |
| ------------------- | --------------- | ---------- | --------------- | ------------------------------------------------------- |
| John B Routledge    | Chase Stokes    | 1.01–      |                 | Julian Tennstedt                                        |
| Sarah Cameron       | Madelyn Cline   | 1.01–      |                 | Luisa Wietzorek                                         |
| Kiara „Kie“ Carrera | Madison Bailey  | 1.01–      |                 | Friedel Morgenstern (1.01–1.10) Lina Rabea Mohr (2.01–) |
| Pope Heyward        | Jonathan Daviss | 1.01–      |                 | Bastian Sierich                                         |
| Topper              | Austin North    | 1.01–      |                 |                                                         |
| Rafe Cameron        | Drew Starkey    | 1.01–      |                 | Jannik Endemann                                         |
| JJ Maybank          | Rudy Pankow     | 1.01–4.10  |                 | Sebastian Fitzner                                       |
| Ward Cameron        | Charles Esten   | 1.01–3.10  |                 | Thomas Nero Wolff                                       |
| Cleo                | Carlacia Grant  | 3.01–      | 2.01–2.03, 2.10 | Anne Helm                                               |
| Sofia               | Fiona Palomo    | 4.01–      | 3.07–3.10       |                                                         |

### Nebendarsteller
| Rollenname             | Schauspieler       | Nebenrolle                  | Synchronsprecher |
| ---------------------- | ------------------ | --------------------------- | ---------------- |
| Deputy Shoupe          | Cullen Moss        | 1.01–                       |                  |
| Mr. Heyward            | E. Roger Mitchell  | 1.01–                       | Sven Brieger     |
| Kelce                  | Deion Smith        | 1.01–                       |                  |
| Wheezie Cameron        | Julia Antonelli    | 1.01–3.07                   | Laura Oettel     |
| Rose Cameron           | Caroline Arapoglou | 1.01–3.06                   |                  |
| Sheriff Susan Peterkin | Adina Porter       | 1.01–1.09                   |                  |
| Big John               | Charles Halford    | 1.01, 1.03, 1.08, 2.10–3.10 |                  |
| Michael „Mike“ Carrera | Marland Burke      | 1.02–                       |                  |
| Luke Maybank           | Gary Weeks         | 1.03–                       | Peter Flechtner  |
| Barry                  | Nicholas Cirillo   | 1.03–3.09, 4.09             |                  |
| Anna Carrera           | Samantha Soule     | 1.05–                       |                  |
| Capitain Terrance      | Terence Rosemore   | 1.10–2.03, 4.03–4.05        |                  |
| Carla Limbrey          | Elizabeth Mitchell | 2.04–3.05                   |                  |
| Renfield               | Jesse C. Boyd      | 2.04–2.09                   |                  |
| Carlos Singh           | Andy McQueen       | 3.01–3.10                   | Valentin Stilu   |
| Ryan                   | Lou Ferrigno Jr.   | 3.01–3.10                   |                  |
| Wes Genrette           | David Jensen       | 3.10–4.05                   |                  |
| Chandler Groff         | J. Anthony Crane   | 4.01–                       | Sven Gerhardt    |
| Hollis Robinson        | Brianna Brown      | 4.02–4.09                   |                  |
| Dalia                  | Pollyanna McIntosh | 4.03–                       |                  |

## Produktion
Am 3. Mai 2019 wurde bekannt gegeben, dass Netflix der Produktion einen Serienauftrag für eine erste Staffel mit zehn Folgen erteilt hatte. Im selben Zug wurden die Hauptrollen mit Chase Stokes, Madelyn Cline, Madison Bailey, Jonathan Daviss, Rudy Pankow, Charles Esten, Austin North und Drew Starkey besetzt. Am 2. Juli 2019 trat Caroline Arapoglou in einer wiederkehrenden Rolle der Besetzung bei. Die Dreharbeiten begannen am 1. Mai 2019 in Charleston, South Carolina. Die Serie wurde am 15. April 2020 auf Netflix veröffentlicht.
Im Juli 2020 wurde die Serie um eine zweite Staffel verlängert. Nach Verzögerungen durch die Covid-19-Pandemie wurden die Dreharbeiten der zweiten Staffel Ende August 2020 aufgenommen. Im April 2021 wurde bekannt, dass die Dreharbeiten zur zweiten Staffel abgeschlossen worden sind. Bereits im Oktober wurde die Verpflichtung von Elizabeth Mitchell für eine Nebenrolle bekannt. Die Veröffentlichung der zehn weitere Folgen umfassenden zweiten Staffel geschah am 30. Juli 2021 auf Netflix. Carol Sutton, die in der zweiten Staffel die Ur-Großmutter von Pope spielte, starb kurz nach den Dreharbeiten und während der COVID-19-Pandemie im Zusammenhang mit einer SARS-CoV-2-Erkrankung im Alter von 76 Jahren. Im Abspann der Folge wurde ihrer mit einem Tribut gedacht.
Im Dezember 2021 wurde die Serie um eine dritte Staffel verlängert. Die Dreharbeiten hierzu fanden zwischen Februar und August 2022 erneut in Charleston statt. Carlacia Grant, die bereits eine wiederkehrende Rolle in der zweiten Staffel innehatte, wurde zur Hauptdarstellerin befördert. Stokes Stand-in Double, Alexander „AJ“ Jennings, kam während den Dreharbeiten im Juli 2022 bei einem Unfall mit Fahrerflucht ums Leben. Die Veröffentlichung erfolgte am 23. Februar 2023.
Noch vor Veröffentlichung der dritten Staffel wurde von Netflix im Februar 2023 eine vierte Staffel in Auftrag gegeben. Im Dezember 2023 wurde bekannt gegeben, dass die Dreharbeiten für Staffel 4 begonnen haben.
Die Dreharbeiten hierzu fanden zwischen Juni 2023 und Juni 2024 in South Carolina, Wilmington in North Carolina sowie in den marokkanischen Städten Essaouira and Ouarzazate. Aufgrund der Streiks der Gewerkschaften WGA und SAG-AFTRA wurden die Dreharbeiten zwischen Mitte Juli und Ende November 2023 unterbrochen.
Eine finale, fünfte Staffel wurde im November 2024 bestellt. Die Dreharbeiten begannen im Jahr 2025.

## Episodenliste

### Übersicht
| Staffel | Episodenanzahl | Erstveröffentlichung USA | Deutschsprachige Erstveröffentlichung |
| ------- | -------------- | ------------------------ | ------------------------------------- |
| 1       | 10             | 15. April 2020           | 15. April 2020                        |
| 2       | 10             | 30. Juli 2021            | 30. Juli 2021                         |
| 3       | 10             | 23. Februar 2023         | 23. Februar 2023                      |
| 4       | 5              | 10. Oktober 2024         | 10. Oktober 2024                      |
| 4       | 5              | 7. November 2024         | 7. November 2024                      |

### Staffel 1
| Nr. (ges.)                                                                                       | Nr. (St.) | Deutscher Titel     | Originaltitel      | Regie         | Drehbuch                                                              |
| ------------------------------------------------------------------------------------------------ | --------- | ------------------- | ------------------ | ------------- | --------------------------------------------------------------------- |
| 1                                                                                                | 1         | Pilot               | Pilot              | Jonas Pate    | Josh Pate & Shannon Burke Idee: Josh Pate, Jonas Pate & Shannon Burke |
| 2                                                                                                | 2         | Der Glückskompass   | The Lucky Compass  | Jonas Pate    | Shannon Burke                                                         |
| 3                                                                                                | 3         | Die verbotene Zone  | The Forbidden Zone | Cherie Nowlan | Josh Pate                                                             |
| 4                                                                                                | 4         | In geheimer Mission | Spy Games          | Cherie Nowlan | Jonas Pate                                                            |
| 5                                                                                                | 5         | Das Mittsommerfest  | MidSummers         | Jonas Pate    | Josh Pate & Shannon Burke                                             |
| 6                                                                                                | 6         | Flurstück 9         | Parcel 9           | Jonas Pate    | Keith Josef Adkins & Kathleen Hale Idee: Keith Josef Adkins           |
| 7                                                                                                | 7         | Flaute              | Dead Calm          | Valerie Weiss | Kathleen Hale                                                         |
| 8                                                                                                | 8         | Die Startbahn       | The Runway         | Valerie Weiss | Rachel Sydney Alter                                                   |
| 9                                                                                                | 9         | Der Glockenturm     | The Bell Tower     | Jonas Pate    | Dan Dworkin & Jay Beattie                                             |
| 10                                                                                               | 10        | Phantom             | The Phantom        | Jonas Pate    | Josh Pate & Shannon Burke                                             |
| Am 15. April 2020 wurden alle Folgen der ersten Staffel gleichzeitig bei Netflix veröffentlicht. |           |                     |                    |               |                                                                       |

### Staffel 2
| Nr. (ges.)                                                                                       | Nr. (St.) | Deutscher Titel      | Originaltitel       | Regie          | Drehbuch                              |
| ------------------------------------------------------------------------------------------------ | --------- | -------------------- | ------------------- | -------------- | ------------------------------------- |
| 11                                                                                               | 1         | Das Gold             | The Gold            | Jonas Pate     | Josh Pate & Shannon Burke             |
| 12                                                                                               | 2         | Der Raub             | The Heist           | Jonas Pate     | Josh Pate                             |
| 13                                                                                               | 3         | Gebete               | Prayers             | Jonas Pate     | Josh Pate, Jonas Pate & Shannon Burke |
| 14                                                                                               | 4         | Heimkehr             | Homecoming          | Jonas Pate     | Shannon Burke                         |
| 15                                                                                               | 5         | Die dunkelste Stunde | The Darkest Hour    | Valerie Weiss  | Josh Pate & Shannon Burke             |
| 16                                                                                               | 6         | Meine Druthers       | My Druthers         | Sunny Hodge    | Josh Pate & Shannon Burke             |
| 17                                                                                               | 7         | Das Lagerfeuer       | The Bonfire         | Darnell Martin | Josh Pate & Shannon Burke             |
| 18                                                                                               | 8         | Das Kreuz            | The Cross           | Darnell Martin | Josh Pate & Shannon Burke             |
| 19                                                                                               | 9         | In der Falle         | Trapped             | Jonas Pate     | Josh Pate & Shannon Burke             |
| 20                                                                                               | 10        | Die Coastal Venture  | The Coastal Venture | Jonas Pate     | Josh Pate & Shannon Burke             |
| Am 30. Juli 2021 wurden alle Folgen der zweiten Staffel gleichzeitig bei Netflix veröffentlicht. |           |                      |                     |                |                                       |

### Staffel 3
| Nr. (ges.)                                                                                          | Nr. (St.) | Deutscher Titel           | Originaltitel         | Regie          | Drehbuch                                                              |
| --------------------------------------------------------------------------------------------------- | --------- | ------------------------- | --------------------- | -------------- | --------------------------------------------------------------------- |
| 21                                                                                                  | 1         | Poguelandia               | Poguelandia           | Jonas Pate     | Josh Pate & Shannon Burke                                             |
| 22                                                                                                  | 2         | Die Glocken               | The Bells             | Jonas Pate     | Josh Pate & Shannon Burke                                             |
| 23                                                                                                  | 3         | Väter und Söhne           | Fathers and Sons      | Jonas Pate     | Josh Pate & Shannon Burke                                             |
| 24                                                                                                  | 4         | Das Tagebuch              | The Diary             | Darnell Martin | Josh Pate & Shannon Burke                                             |
| 25                                                                                                  | 5         | Raubüberfälle             | Heists                | Jonas Pate     | Josh Pate & Shannon Burke                                             |
| 26                                                                                                  | 6         | Der dunkle Wald           | The Dark Forest       | Valerie Weiss  | Josh Pate & Shannon Burke Idee: Rachel Sydney Alter & Nicholas Schutt |
| 27                                                                                                  | 7         | Alles Gute zum Jahrestag  | Happy Anniversary     | Gonzalo Amat   | Josh Pate & Shannon Burke Idee: Crystal Garland & Joey Elkins         |
| 28                                                                                                  | 8         | Kurswechsel               | Tapping the Rudder    | Valerie Weiss  | Josh Pate & Shannon Burke                                             |
| 29                                                                                                  | 9         | Willkommen in Kitty Hawk  | Welcome to Kitty Hawk | Jonas Pate     | Josh Pate & Shannon Burke                                             |
| 30                                                                                                  | 10        | Das Geheimnis des Gnomons | Secret of the Gnomon  | Jonas Pate     | Josh Pate & Shannon Burke                                             |
| Am 23. Februar 2023 wurden alle Folgen der dritten Staffel gleichzeitig bei Netflix veröffentlicht. |           |                           |                       |                |                                                                       |

### Staffel 4
| Nr. (ges.) | Nr. (St.) | Deutscher Titel  | Originaltitel       | Regie        | Drehbuch                                                      |
| --- | --------- | ---------------- | ------------------- | ------------ | ------------------------------------------------------------- |
| Teil 1 |           |                  |                     |              |                                                               |
| 31 | 1         | Das Enduro       | The Enduro          | Jonas Pate   | Josh Pate & Shannon Burke                                     |
| 32 | 2         | Blackbeard       | Blackbeard          | Jonas Pate   | Josh Pate & Shannon Burke                                     |
| 33 | 3         | Das Amulett      | The Lupine Corsairs | Gonzalo Amat | Josh Pate & Shannon Burke                                     |
| 34 | 4         | Die Welle        | The Swell           | Gonzalo Amat | Josh Pate & Shannon Burke                                     |
| 35 | 5         | Albatross        | Albatross           | Jonas Pate   | Josh Pate & Shannon Burke                                     |
| Teil 2 |           |                  |                     |              |                                                               |
| 36 | 6         | Der Stadtrat     | The Town Council    | Jonas Pate   | Josh Pate & Shannon Burke                                     |
| 37 | 7         | Mütter und Väter | Mothers and Fathers | Erica Dunton | Josh Pate & Shannon Burke                                     |
| 38 | 8         | Familienkomplott | Decision Day        | Erica Dunton | Josh Pate & Shannon Burke                                     |
| 39 | 9         | Der Sturm        | The Storm           | Jonas Pate   | Josh Pate & Shannon Burke Idee: Crystal Garland & Joey Elkins |
| 40 | 10        | Die blaue Krone  | The Blue Crown      | Jonas Pate   | Josh Pate & Shannon Burke                                     |
| Am 10. Oktober 2024 wurde Teil 1 der vierten Staffel bei Netflix veröffentlicht. Teil 2 folgte am 7. November 2024. |           |                  |                     |              |                                                               |